# Никитченко, Иван Моисеевич
Иван Моисеевич Никитченко (1905—1943) — красноармеец Рабоче-крестьянской Красной Армии, участник Великой Отечественной войны, Герой Советского Союза (1943).

## Биография
Иван Никитченко родился 5 июня 1905 года в деревне Незнамово (ныне — село в Старооскольском городском округе Белгородской области). До войны проживал и работал в Сталинской области Украинской ССР. В начале Великой Отечественной войны оказался в оккупации. После освобождения его родных мест в феврале 1943 года Никитченко был призван на службу в Рабоче-крестьянскую Красную Армию и направлен на фронт Великой Отечественной войны.
К сентябрю 1943 года красноармеец Иван Никитченко был автоматчиком 985-го стрелкового полка 226-й стрелковой дивизии 60-й армии Центрального фронта. Отличился во время битвы за Днепр. 26 сентября 1943 года Никитченко в составе группы в числе первых переправился через Днепр и принял активное участие в боях за освобождение села Толокунская Рудня Киевской области Украинской ССР. 4 октября 1943 года Никитченко погиб в бою на плацдарме. Похоронен в селе Ясногородка Вышгородского района Киевской области Украины.
Указом Президиума Верховного Совета СССР от 17 октября 1943 года за «мужество и героизм, проявленные при форсировании Днепра и удержании плацдарма на его правом берегу» красноармеец Иван Никитченко посмертно был удостоен высокого звания Героя Советского Союза. Также посмертно был награждён орденом Ленина.